# DNS-javítás

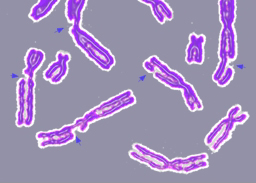
A DNS károsodása miatt eltört kromoszómák

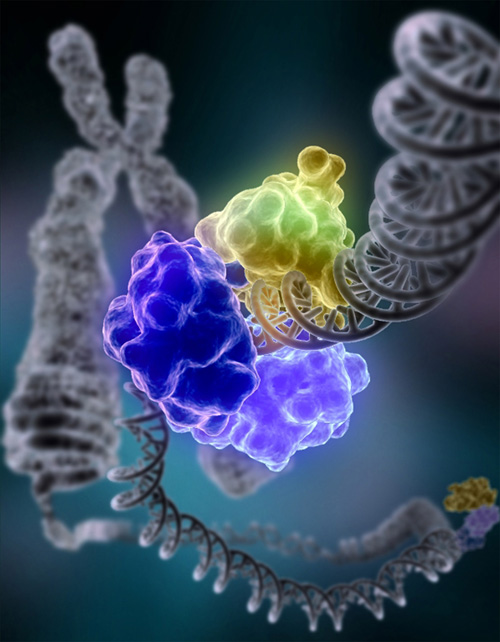
A DNS-ligáz I. javítja a kromoszómakárosodást

A DNS-javítás a sejtekben állandóan zajló folyamat; amely, mivel megvédi a genomot a károsodástól és a veszélyes mutációktól, elengedhetetlen a túléléshez. Az emberi sejtekben a normális anyagcsere-folyamatok és külső környezeti tényezők (például UV-sugarak) egyaránt okozhatnak DNS-károsodást, aminek következtében naponta mintegy 500 000 egyedi molekuláris lézió alakul ki egy-egy sejtben. Ezek a léziók roncsolják a DNS-molekula szerkezetét, ezáltal drámai változást okozhatnak a génekben kódolt információk olvasásában. A DNS-javításnak tehát állandóan működnie kell, hogy a DNS szerkezetében keletkező károkat gyorsan helyre lehessen állítani.
Ahogy azonban a sejtek öregszenek, a DNS-javítás sebessége csökken egészen addig, míg végül már nem tud lépést tartani a DNS folyamatos károsodásával. Ezután a sejt sorsa három irányban mehet tovább: 
1. visszafordíthatatlan nyugvó állapotba kerül, melyet öregedésnek nevezünk
2. a sejt elpusztul, apoptózis vagy programozott sejthalál révén
3. rák alakul ki, más szóval karcinogenezis megy végbe.

A szervezet legtöbb sejtje először megöregszik, majd amikor a DNS már javíthatatlanul károsodott, bekövetkezik az apoptózis. Ebben az esetben az apoptózis "utolsó menedékként" lép működésbe, hogy megelőzze a sejt karcinogénné válását, ami veszélyes lenne az élőlényre nézve.
Amikor a sejtek megöregszenek, a bioszintézis és a turnover változásai miatt már nem tudnak olyan hatékonyan működni, ami elkerülhetetlenül betegséghez vezet. A sejt DNS-javító képességének létfontosságú szerepe van a genom integritásának megőrzésében, ami pedig a sejt és a szervezet normális működéséhez szükséges. Sok gén, amelyről régóta tudjuk, hogy befolyásolja a várható élettartamot, a DNS javításában és megóvásában játszik szerepet.
Ha az ivarsejtekben keletkező molekuláris léziók nem javítódnak ki, az mutáns ivadékokhoz vezet, és ezáltal hatással lehet az evolúció sebességére is.

## DNS-károsodás
A DNS-károsodás mértéke, ha a sejt normális anyagcsere-folyamatai okozzák, naponta 50 000 – 500 000 molekuláris lézió sejtenként. Ezt az arányt azonban sok káros hatás megnövelheti. Egyetlen kijavítatlan lézió a humán genom 3 000 000 000 (3 milliárd) bázisának csupán 0,0002%-át teszi ki, ám ha egy kritikus, rákkal kapcsolatos génben (például egy tumorszupresszor génben) fordul elő, az katasztrofális következményekkel járhat az egyénre nézve.

### Nukleáris és mitokondriális DNS károsodása
Az emberekben és általában az eukarióta sejtekben a DNS két helyen található – a sejtmag belsejében és a mitokondriumokban (mitokondriális genetika). A sejtmagban található (nukleáris) DNS (nDNS) nagyméretű, tömör struktúrákat alkot, ezek a kromoszómák, melyek gyöngyszerű fehérjemolekulákra, a hisztonokra feltekert formában tartalmazzák a DNS-t. Ha a sejtnek szüksége van a DNS-ében kódolt genetikai információra, a kromoszóma megfelelő régiója letekeredik, az ott található gének kifejeződnek, végül a régió visszatömörödik a nyugalmi alakjába. A mitokondriális DNS (mtDNS) a mitokondrium sejtszervecskék belsejében található, több példányban létezik, és szintén szorosan kapcsolódik bizonyos fehérjékhez, amelyekkel közösen a nukleoid nevű komplexet alkotják. A mitokondriumokban az adenozin-trifoszfát (ATP) folyamatos termelése (oxidatív foszforiláció) közben létrejövő reaktív oxigénszármazékok (reactive oxygen species – ROS), vagy szabad gyökök erősen oxidáló közeget hoznak létre, ami roncsolja a mtDNS-t.

### Káros hatások
A DNS károsodása kétféle eredetű lehet:
1. endogén károsodás, például a normális anyagcsere melléktermékeiből származó reaktív oxigénszármazékok támadása esetén (spontán mutáció);
2. exogén károsodás, amelyet a következő külső hatások okozhatnak:
  1. a Nap ultraibolya sugárzása [UV 200-300 nm]
  2. más frekvenciájú sugárzások, többek között a röntgensugárzás és a gamma-sugárzás
  3. hidrolízis vagy hőbomlás
  4. bizonyos növényi toxinok
  5. szintetikus mutagén vegyszerek, például a cigarettafüstben található szénhidrogének
  6. rák elleni kemoterápia és sugárterápia

Ha sejtosztódás előtt a károsodott DNS kettőződik meg, akkor előfordulhat, hogy a roncsolódott bázisokkal szemben hibás bázis épül be. Amikor a hibás bázisokat az utódsejtek is öröklik, akkor már mutáns sejtekről (mutációt hordozó sejtekről) beszélünk, és már nincs visszaút (kivéve a visszamutálódás és a génkonverzió ritka eseteit).

### A károsodás típusai
Az endogén károsodás a kettős hélixnek inkább az elsődleges, mint a másodlagos szerkezetére van hatással. Négy altípusa van:
1. a reaktív oxigénszármazékok a bázisok oxidációját (például 8-oxo-7,8-dihidroguanin (8-oxoG)) és a DNS-szál megszakadását okozhatják,
2. a bázisok alkilációja (általában metiláció), például a 7-metilguanin keletkezése
3. a bázisok hidrolízise, például depurináció és depirimidináció.
4. össze nem illő bázisok összekapcsolódása a DNS megkettőződése során, ekkor az újonnan kialakuló DNS-szálba hibás bázis épül be.

## DNS-javító mechanizmusok
A sejtek nem tűrik, ha a DNS károsodása veszélyezteti a genomban található alapvető információk integritását és elérhetőségét (de látszólag működőképesek maradnak, ha úgynevezett „nem esszenciális” gének hiányoznak vagy károsodnak). A DNS kettős hélix szerkezetét ért károsodás típusától függően sokféle javítási stratégia alakult ki az elveszett információ visszaállítására. A visszaállításhoz a sejtek a DNS módosítatlan kiegészítő szálát vagy a testvér kromoszómát használják mintaként. Ha nem áll rendelkezésre az információ mintája, a DNS-javítás hibázhat (de lehet, hogy ez a folyamat normális menete: az emlősök sejtjeiben a legtöbb kettős szálú törés minta segítsége nélkül javítódik ki; lásd később).
A DNS károsodása megváltoztatja a hélix térbeli konfigurációját, amit a sejt is érzékel. Amint azonosította a károsodás helyét, specifikus DNS-javító molekulák jelennek meg, amelyek rákötődnek a károsodott helyre vagy a közelébe. Ez más molekulák kötődését váltja ki, és így létrejön egy olyan komplex, amely lehetővé teszi, hogy végbemenjen a javítás. A részt vevő molekulák típusai és a beindított javító mechanizmus jellege a következőktől függ:
1. a DNS-károsodás típusától
2. attól, hogy a sejt belépett-e az öregedés állapotába
3. attól, hogy a sejt a sejtciklus mely fázisában van

### Egy szálat érintő károsodás
Amikor a kromoszóma két szála közül csak az egyik hibás, a másik szál használható mintaként, ami alapján végbemehet a károsodott szál javítása. Ha a DNS két helikális doménjének egyikét kell megjavítani, annak megvalósítására számos mechanizmus létezik. Ilyen például:
1. A károsodást közvetlenül visszafordító mechanizmusok, amelyek egy-egy károsodástípusra specifikusak. Példaként vehetjük a metil-guanin metil-transzferázt (MGMT), amely specifikusan a guaninról távolítja el a metilcsoportokat, és a baktériumok fotoliázát, amely felbontja a szomszédos timidin bázisok között UV fény hatására létrejött kémiai kötést. A javítás e formájához nincs szükség mintaszálra.
2. Kivágó mechanizmusok, amelyek eltávolítják a károsodott nukleotidot, és a helyére egy sértetlent építenek be úgy, hogy a másik DNS szál nukleotidját kiegészítse. Ezeknek a következő típusait ismerjük:
  1. Báziskivágó javítás (base excision repair – BER), amely egyetlen oxidáció, alkiláció, hidrolízis vagy deamináció útján károsodott nukleotidot javít ki;
  2. Nukleotidkivágó javítás (nucleotide excision repair – NER), amely 2‒30 nukleotid hosszúságú károsodott szakaszokat javít ki. Ezek lehetnek nagyobb, a hélixet torzító sérülések, például a timin UV fény hatására bekövetkező dimerizációja, vagy egyetlen szálat érintő szakadások. A NER egy speciális formája, a transzkripcióhoz kötött javítás (transcription-coupled repair – TCR) során NER-t végző, fontos javítóenzimek települnek az aktívan átíródó génekre;
  3. Össze nem illő párok javítása (mismatch repair – MMR), amely a DNS-replikáció és az azt követő rekombináció során keletkező hibás nukleotidpárokat javítja ki.

### Két szálat érintő károsodás
Az osztódó sejtekre nézve különösen veszélyes az olyan DNS-károsodás, amikor a kettős hélix mindkét szála sérül. Az ilyen károsodást két mechanizmus tudja kijavítani. Az egyiknek a nem homológ végek összekapcsolása lényege, a másik a rekombinációs javítás, minta-alapú javítás vagy homológ rekombináció.
A rekombinációs javításhoz szükség van egy azonos vagy közel azonos szekvencia jelenlétére, ami mintaként szolgál a törés megjavításához. Az ilyen javítási folyamatokért felelős enzimműködések közel azonosak az osztódó ivarsejtekben zajló kromoszomális átkereszteződésért felelős enzimműködésekkel. A rekombinációs javítómechanizmus túlnyomórészt a sejtciklus azon fázisaiban működik, amelyekben a DNS megkettőződik, vagy már megkettőződött. Így a károsodott kromoszóma javításához mintaként használható az újonnan létrejött testvérkromatid, azaz egy tökéletes másolat, amely pontosan illik a sérült régióhoz. A humán genomban sok gén több példányban van jelen, így az azonos szekvenciák több forrásból elérhetők. Az ilyen másolatokra hagyatkozó rekombinációs javítás azonban problémát jelent, mert kromoszomális transzlokációkhoz és más kromoszomális átrendeződésekhez vezet.
A nem homológ végek összekapcsolása (non-homologous end-joining – NHEJ) során a törés két vége mintaszekvencia nélkül kapcsolódik össze. Eközben azonban gyakran vesznek el DNS-szekvenciák, így ez a javítás mutációt is okozhat. A NHEJ a sejtciklus bármely fázisában végbemehet, de emlőssejtekben főként addig fontos, amíg a DNS megkettőződése lehetővé nem teszi, hogy a testvérkromatid felhasználásával működésbe lépjen a rekombinációs javítás. Mivel az ember és a többi többsejtű élőlény genomjának legnagyobb részén a DNS nem tartalmaz géneket (ez az úgynevezett „szemét DNS”), a mutagén NHEJ még mindig kevésbé veszélyes, mint amennyire a mintát használó javítás lenne több mintaszekvencia jelenlétében, mivel az utóbbi esetben nem kívánt kromoszomális átrendeződések történnek. A NHEJ enzimjeit a B-sejtek is használják, a RAG fehérjék által a VDJ rekombináció során okozott törések kijavítására, ami az immunrendszer lényeges lépése az ellenanyagdiverzitás kialakítása felé.

## A DNS-javítás szerepe a betegségekben és az öregedésben

### A gyenge DNS-javítás betegséghez vezet
Ahogy a sejtek öregszenek, a DNS-károsodások a javítás sebességénél gyorsabban halmozódnak fel bennük, aminek következtében csökken a fehérjeszintézis. Mivel pedig a fehérjék a sejt számos életfontosságú funkciójához szükségesek, a sejt állapota egyre romlik, és végül elpusztul. Amikor egy szerv elég sejtje jut el ebbe az állapotba, maga a szerv is veszélybe kerül, és elkezdenek kialakulni a betegség tünetei. Azok az állatkísérletek, amelyekben a DNS-javítással kapcsolatos géneket kikapcsolták, gyorsított öregedést és az öregedéssel járó betegségek korai kialakulását eredményezték, és rák is nagyobb eséllyel alakult ki. Az olyan vizsgálatoknál, ahol bizonyos DNS-javító gének működését felerősítették, megnőtt a sejtkultúra várható élettartama megnőtt, és a sejtek ellenállóbbak voltak a karcinogén hatásokkal szemben.

### A DNS-javítás sebessége változó lehet
Ha a DNS-károsodás sebessége meghaladja a sejt javító kapacitását, a hibák felhalmozódása legyőzheti a sejtet, és öregedést, apoptózist vagy rákot okozhat. A rosszul működő DNS-javítással összefüggő örökletes betegségek korai öregedést (például Werner-szindróma) és a karcinogénekre való fokozott érzékenységet (például xeroderma pigmentosum) okoznak. Azokban az állatkísérletekben, amelyekben a DNS-javító géneket nem engedik működni, hasonló betegségek alakultak ki.
Ugyanakkor a megerősített DNS-javító rendszerrel rendelkező élőlények, mint a Deinococcus radiodurans (melyet neveznek "Conan, a baktériumnak" is, mivel a Guinness Rekordok Könyvében mint a "világ legszívósabb baktériuma" szerepel), figyelemre méltó ellenállóképességet mutatnak a radioaktivitással szemben, mert a DNS-javító enzimjeik különösen gyorsan működnek, hogy lépést tartsanak a sugárzás okozta károsodásokkal, és mert a genomjukat 4–10 példányban hordozzák. Az emberi vizsgálatok pedig arról tanúskodnak, hogy a japán százéveseknek megegyező a mitokondriális genotípusa, mégpedig olyan, amitől eleve kevesebbet károsodik a DNS a mitokondriumaikban.
A dohányosokat vizsgáló tanulmány szerint azok az emberek, akikben egy mutáció miatt gyengébben működik a DNS-javításban igen fontos hOGG1 gén, sérülékenyebbek a tüdő- és más dohányzás okozta rákbetegségekkel szemben. Az ezzel a mutációval kapcsolatos egypontos nukleotid-polimorfizmusok (SNP-ek) klinikailag kimutathatók.

### Örökletes DNS-javítási rendellenességek
A NER-mechanizmus defektusai számos genetikai rendellenességért felelősek, többek között:
- xeroderma pigmentosum: hiperérzékenység a napfényre/UV-fényre, ami megnöveli a bőrrák gyakoriságát és korai öregedést okoz
- Cockayne-szindróma: hiperérzékenység az UV-fényre és a vegyszerekre
- trychothiodystrophia: érzékeny bőr, törékeny haj és körmök

Az utóbbi két rendellenességhez gyakran társul szellemi visszamaradottság, ami arra utal, hogy a fejlődő idegsejtek is sérülékenyebbek.
További DNS-javítással kapcsolatos rendellenességek:
- Werner-szindróma: korai öregedés és visszamaradott növekedés
- Bloom-szindróma: hiperérzékenység a napfényre, rosszindulatú daganatok gyakori előfordulása (különösen leukémiáké).
- ataxia telangiectasia: érzékenység az ionizáló sugárzásra és egyes vegyszerekre

A fenti betegségeket gyakran nevezik „szegmentális progériáknak” („felgyorsult öregedéssel járó betegségeknek”), mert a betegek abnormálisan fiatal korban már idősnek látszanak, és az öregedéssel kapcsolatos betegségekben szenvednek. 
A csökkent DNS-javító működéssel kapcsolatos további betegségek közé tartozik a Fanconi-anémia, az örökletes emlőrák és az örökletes vastagbélrák.

### Krónikus DNS-javítási rendellenességek
A krónikus betegségek hátterében a DNS-károsodások felhalmozódása is állhat. A dohányzás például oxidatív károsodást okoz a szív- és tüdősejtek DNS-ében és más részeiben, és úgynevezett DNS-adduktok (egymáshoz kötődött DNS és mutagén molekula) keletkeznek. Ma már bizonyított, hogy a DNS károsodása sokféle betegséget okozhat az érelmeszesedéstől az Alzheimer-kórig, utóbbi esetben például az agysejtek DNS-ének javítása nem működik megfelelően. A mitokondriális DNS károsodásáról is tudjuk, hogy sok rendellenesség kialakulásában szerepet játszik.

### A várható élettartamot befolyásoló gének és a DNS-javítás
Ismeretes, hogy bizonyos gének hatással vannak a populáción belüli várható élettartam változásaira. A modellszervezetek, mint az élesztőgomba, a férgek, a legyek és az egerek tanulmányozása során azonosítottak egyes géneket, amelyeket ha módosítunk, a várható élettartam megduplázódhat (például a Caenorhabditis elegans hengeresféreg age-1 génjének mutációja ilyen). Ezeknek a géneknek nem a DNS-javítással kapcsolatos a funkciója, de megfigyelték, hogy ha az általuk befolyásolt folyamatok végbemennek, háromféle hatást idézhetnek elő:
1. növelik a DNS-javítás sebességét,
2. növelik az antioxidáns-termelés sebességét, vagy
3. csökkentik az oxidánstermelés sebességét.

Így tehát a legtöbb olyan génre, amely a várható élettartamot befolyásolja, jellemző, hogy közvetetten hatással van a DNS-károsodás sebességének változásaira.

### A kalória-korlátozás segíti a DNS-javítást
A kalória-korlátozásról (caloric restriction, CR) tudjuk, hogy minden tanulmányozott élőlényben, az egysejtű élesztőtől a többsejtű férgeken, legyeken, egereken keresztül a főemlősökig, növeli a várható élettartamot, és csökkenti az öregedéssel járó betegségek kialakulásának esélyét. A CR működési elve egy olyan géncsoporthoz kötődik, amely a tápanyag érzékeléséért felelősek. Ezek a gének jelzik a sejtnek, hogy változtassa meg az anyagcseréjét, amikor kevés a tápanyag, különös tekintettel a szénhidrátokra. Amikor a sejt érzékeli, hogy csökken a szénhidrátok mennyisége, aktiválódnak az élettartamot befolyásoló DAF-2, AGE-1 és SIR-2 gének (l. az ide vonatkozó illusztrációt: „A legtöbb élettartamot befolyásoló gén a DNS-károsodás sebességére hat”).
Mi az oka, hogy a tápanyaghiány serkenti a DNS-javítást, és megnöveli a várható élettartamot? Erre egy az evolúció során szinte változatlanul fennmaradt sejthibernációs működés lehet a válasz. Ez a mechanizmus lényegében lehetővé teszi, hogy a sejt nyugvó állapotban életben maradjon, míg a körülmények kedvezőbbek nem lesznek a számára. Ez alatt az idő alatt a sejt anyagcseréje lelassul, amit például a genetikai instabilitás csökkentésével érhet el. Így az öregedés a sejtek szintjén befolyásolható, és hatással lehetnek rá a külső környezeti tényezők (mint a tápanyag elérhetősége), amelyek hatásukat a DNS-javítás sebességének megváltoztatásával fejtik ki.

## A DNS-javítás és az evolúció
A DNS-károsodás egyik formája a nukleotidok megváltozása (a mutáció), amely megváltoztatja a DNS-szekvenciában tárolt információt. Mivel az evolúció fő eszközei a DNS mutációja és rekombinációja, a DNS-javítás sebessége hatással van az evolúció sebességére. Ha a DNS javítása nagyon intenzíven folyik, a mutációk esélye lecsökken, ami maga után vonja az evolúció lassulását is. Ezzel szemben a magas mutációs ráta meggyorsítja az evolúciót.

### A DNS-javító mechanizmusok nagyon régiek
Földtörténeti szempontból vizsgálva a DNS-javító mechanizmusok már a prekambriumi időszakban kifejlődtek, azaz nem sokkal az után, hogy az élet elkezdte nukleinsavakba kódolni a genetikai információt. Ebben az időszakban a légköri oxigén mennyisége elkezdett erőteljesen növekedni, és amikor a kambrium idején megjelentek a fotoszintetizáló növények, az oxigénszint már közel állt a maihoz. Mivel az oxigén a belőle származó szabad gyökök miatt toxikus volt, szükségszerűen kialakultak olyan mechanizmusok, amelyek képesek voltak csökkenteni illetve rendbehozni az általa okozott károkat. A ma ismert, erősen konzervált DNS-javító mechanizmusok ezért közösek az emberekben, és olyan, tőlünk nagyon különböző fajokban, mint például a legyek és a férgek.

### Betegség, halál és az evolúció
A DNS-javítás sebessége kulcsszerepet játszik a sejt szintjén értelmezett (nem fertőző) betegségekben és öregedésben, és a populációk evolúciójában. Két fontos összefüggést kell megjegyeznünk:
1. a DNS-javítás sebessége és a mutáció közöttit, és
2. a DNS-javítás sebessége és az öregedés közöttit.

Mivel a mutációk közvetlenül hatnak az evolúcióra, az evolúció és az öregedés kapcsolata új megvilágításba kerül. Láttuk, hogy miközben a mutáció működése adja meg a genomnak az alkalmazkodáshoz szükséges változékonyságot, egyúttal destabilizálja is azt, és felelős azért, hogy a genom érzékeny lesz a betegségekre és az öregedésre. Vajon az élőlények azért betegszenek meg és öregszenek, mert az evolúció elsődleges mozgatórugója a mutáció? Ez egy régóta vitatott kérdés, és emellett számos elmélet született már az öregedésről.

## Orvostudomány & a DNS-javítás módosítása
Rengeteg a bizonyíték arra, hogy a halál és a betegségek összefügghetnek a DNS károsodásával. A legújabb túltermeltető kísérletek szerint ha megnöveljük néhány DNS-javító enzim aktivitását, akkor a betegségek kialakulása és az öregedés lelassulhat. Ennek eredményeként fejlődhetnek az emberi beavatkozások, ami sok egészséges és betegségmentes évvel gazdagíthatja az öregedő népességet. Azonban nem minden DNS-javító enzim tesz jót, ha túl sok termelődik belőle. Némelyik DNS-javító enzim új mutációkat vihet be az egészséges DNS-be. Ezekért a hibákért a csökkent szubsztrátspecificitást teszik felelőssé.

### Rákkezelés
A kemoterápia és a sugárkezelés olyan eljárások, amelyek legyőzik a sejt DNS-javító képességét, és sejthalált idéznek elő. Elsősorban az olyan sejtekre van ez hatással, amelyek nagyon gyorsan osztódnak, így például a rákos sejtekre is. Mellékhatásként azonban a nem rákos, de hasonlóképp gyorsan osztódó sejtek, például a csontvelő őssejtjei is károsodnak. A korszerű rákkezelések megkísérlik a rákos sejtekre és szövetekre korlátozni a DNS-károsító hatást.

### Génterápia
A DNS-javítás gyógyászati felhasználásához először azt kell felfedeznünk, melyik DNS-javító enzim találja meg a legbiztosabban a károsodott helyeket, így ha sokat termeltetnénk belőle, az serkentené a DNS-javítást. Ha a megfelelő javító faktorokat azonosítottuk, a következő lépésben ki kell választanunk a megfelelő módszert, hogy bejuttassuk őket a sejtekbe, hogy eredményesen kezelhessük a betegségeket és az öregedést. Az okos gének képesek az általuk termelt fehérje mennyiségét a sejt állapotának megfelelően változtatni, kifejlesztésük segít hatékonyabbá tenni a DNS-javítást serkentő kezeléseket.

## Génjavítás
Az endogén DNS-javítás sokféle mechanizmusával szemben a génjavítás (vagy génkorrekció) a génterápia egy speciális típusára utal, amelynek során pontosan megcéloznak és kijavítanak egy bizonyos rendellenességért felelős kromoszómamutációt. A hibás DNS-részt olyan módszerekkel cserélik a kívánt szekvenciára, mint például az oligonukleotid-irányított mutagenezis. A javítást igénylő genetikai mutációkat többnyire örököljük, de néhány esetben külső vagy belső környezeti hatásra is létrejöhetnek (mint a rák esetében).